# Північна локальна суперпорожнеча
Північна локальна суперпорожнеча — це область космосу, позбавлена багатих скупчень галактик, відома як порожнеча (войд). Це найближча суперпорожнеча і розташована між надскупченнями Діви (Місцевої), Коми та Геркулеса. На небі він розташований між сузір'ями Волопаса, Діви та Зміїної Голови. Він містить кілька невеликих галактик (переважно спіральних)) і скупчень галактик, але здебільшого порожній.) Слабкі галактики всередині цієї пустоти поділяють область на менші порожнечі, які в 3–10 разів менші за суперпорожнечу. Центр розташований 61 Мпк (199 Мсв. р.) на відстані приблизно (15 годин, +15°) і має 104 Мпк (339 Mly) у діаметрі по своїй найвужчій частині.